# Oranges and Lemons (film)
Oranges and Lemons è un cortometraggio muto del 1923 diretto da George Jeske e prodotto da Hal Roach con Stan Laurel.
Il cortometraggio fu distribuito il 12 agosto 1923.

## Trama
In una fabbrica dove si producono arance e limoni, l'impacchettatore Sunkist e i suoi amici operai combinano pasticci di ogni genere scatenando sempre vere battaglie di arance.
Un giorno il loro capo viene colpito da una di queste e li manda a fare altri servizi, ma sempre con lo stesso deludente risultato.
In seguito Sunkist decide di lavorare all'interno dell'edificio, senza notevoli miglioramenti, finendo per mandare fuori controllo un ascensore e scatenare una lite tra gli altri impacchettatori.